# La última comunión de San José de Calasanz
La última comunión de San José de Calasanz es un óleo sobre lienzo de Francisco de Goya pintado en 1819 para las Escuelas Pías de la iglesia del Colegio de San Antonio Abad de Madrid, con destino al altar de la anexa Iglesia de San Antón una de una de las capillas laterales. Actualmente se encuentra en la Comunidad de la Residencia Calasanz que tienen los Padres Escolapios en la calle de Gaztambide, en Madrid. Su actual titularidad es del Colegio Calasancio de Madrid.
Al entregar el lienzo Goya devolvió 6.000 de los ocho mil reales que había recibido como adelanto junto con otra obra titulada Cristo en el huerto de los olivos, acompañado de una nota en la que decía hacerlo por hacer algo para «su paisano» José de Calasanz. Cabe mencionar que en las Escuelas Pías fundadas por este pedagogo recibió Goya sus primeras letras. 
El cuadro muestra a José de Calasanz comulgando por última vez a los noventa y un años en la iglesia de San Pantaleón de Roma. El santo, con rostro de moribundo, recibe la sagrada forma arrodillado sobre una almohada colorada, e iluminado por un rayo de luz divina, impregnando el oscuro cuadro de una tensión piadosa y mística.
Desde el 29 de octubre de 2018 y hasta el 14 de diciembre de 2020, la obra estuvo expuesta temporalmente en la sala 66 del edificio Villanueva del Museo Nacional del Prado.Actualmente se encuentra en la Curia Provincial de los Padres Escolapios de la Provincia de Betania, en Madrid, España.

## Análisis
El fondo negro y la paleta muy oscura (apenas zonas de rojo, amarillo y carnaciones) en contraste con el hábito blanco del sacerdote, están en consonancia con las Pinturas negras que inició por estas fechas.

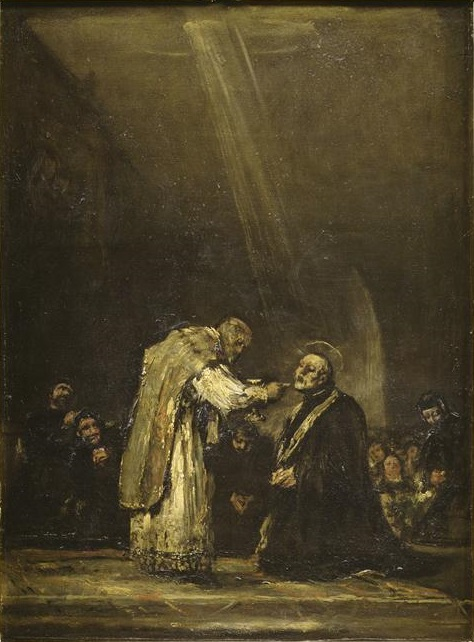
Boceto de La última comunión de San José de Calasanz, Óleo sobre tabla, 45,3 x 33,5 cm. Museo Bonnat (Bayona, Francia).

Los dos cuadros citados pintados para los escolapios retoman la pintura religiosa española del Siglo de Oro. Incluso José Camón Aznar ha señalado que son el canto del cisne de la pintura religiosa occidental. Si bien los cambios desde la sociedad de los Austrias a la de los primeros años del siglo XIX ha dado un giro radical, sobre todo tras la difusión de las ideas de la Revolución francesa.
La obra muestra un fervor real, pero la trascendencia religiosa que el arte tenía  ya no es posible. Lo humano es lo que ahora da sentido a la iconografía religiosa: la agonía del anciano fundador, la actitud piadosa de las figuras que lo rodean, el recogimiento, la cercanía de la muerte.
Se conserva en el Museo Bonnat de Bayona (Francia) un boceto preparatorio de factura muy libre y enérgica, bosquejo de cromatismo ocre, gris y negro, que dice algo de la paleta que el pintor prefería por estas fechas.